# Walter Percy Chrysler

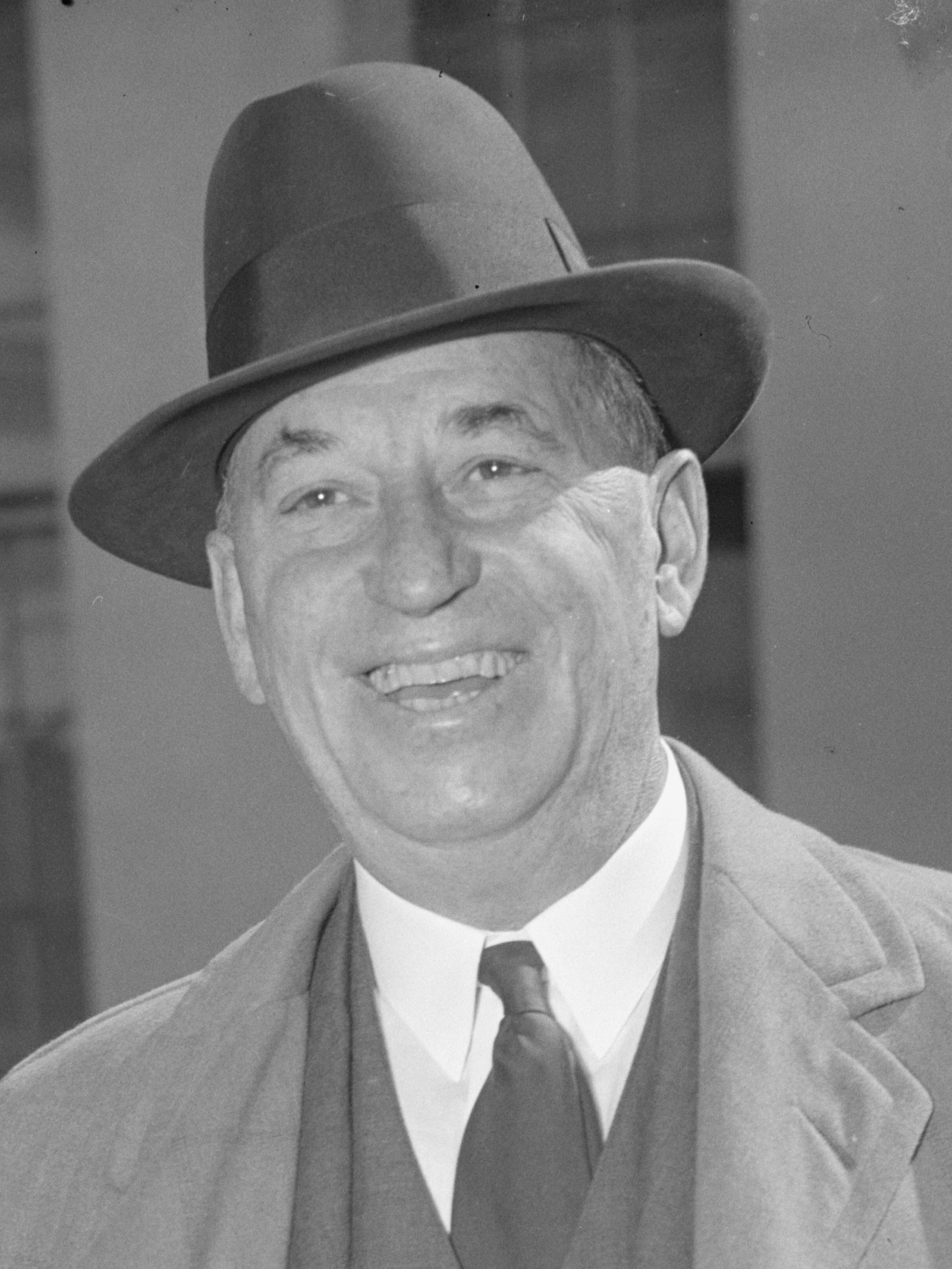
Walter Chrysler (1937)

Walter Percy Chrysler (* 2. April 1875 in Wamego, Kansas; † 18. August 1940 in Kings Point, Long Island, New York) war ein amerikanischer Automobil-Pionier und Begründer des internationalen Automobilunternehmens Chrysler Corporation.

## Leben
Walter P. Chrysler wurde 1875 als Sohn des Lokomotivingenieurs Henry Chrysler und dessen Frau Mary in Wamego im US-Bundesstaat Kansas geboren. Drei Jahre später zog seine Familie nach Ellis im Ellis County, unweit von Hays. Chryslers namensgebender deutscher Vorfahre war Johann Philipp Kreißler (* 1672), der aus Guntersblum am Rhein stammte und 1709 nach Amerika auswanderte, wo aus dem deutschen Nachnamen Kreisler das gleichklingende englische Chrysler wurde.
Chrysler arbeitete als Verkäufer in einem Lebensmittelgeschäft, verkaufte Silberwaren und gehörte zum Reinigungspersonal der Union Pacific Railroad. Anschließend arbeitete er bei der American Locomotive Co. (ALCo), wo er es bis zum Stützpunktleiter in Pittsburgh brachte.
Am 4. Juni 1900 heirateten Chrysler und Della Forker, mit der er drei Kinder hatte, Thelma, Bernice und Walter Percy. 1910 wurde er Werksleiter bei Buick in Flint, Michigan und im November 1912 trat er die Nachfolge des zum General-Motors-Präsidenten gewählten Charles W. Nash als Präsident von Buick an. Diese Position hielt er inne bis Juni 1917. Trotz der nicht immer einfachen Zusammenarbeit mit Durant schied er in gutem Einvernehmen und als reicher Mann aus. 
Seine nächste berufliche Herausforderung führte ihn unmittelbar danach zur Chase Manhattan Bank, für welche er die Willys Corporation sanieren sollte. Dies war eine Holdinggesellschaft, die John North Willys unabhängig von seinem Willys-Overland-Konzern führte. Die Arbeit war ungemein gut bezahlt: Chrysler erhielt eine Mio. US$ pro Jahr. 
1921 betrachtete er seine Arbeit als erledigt und wandte sich dem nächsten Sanierungsfall zu, der Maxwell Motor Company. Diese Firma hatte sich kurz zuvor mit der Chalmers Motor Car Company zusammengeschlossen. Willys hatte sich inzwischen beim Versuch, die Kontrolle über seine Unternehmungen zurückzugewinnen, zu hoch verschuldet. Ein Teil der Konkursmasse, die zur Versteigerung gelangte, waren die ehemaligen Duesenberg-Werksanlagen in Elizabeth, New Jersey samt dem Prototyp eines Sechszylinder-Automobils. An diesem war Chrysler als Präsident von Maxwell interessiert, wurde aber an der Auktion von seinem früheren Chef Durant (der mittlerweile wieder bei GM ausgeschieden war) überboten. Es zeigte sich aber, dass Durant das Werk wollte, nicht den Prototyp. Man einigte sich und das ursprüngliche Willys-Team entwickelte das Auto weiter zur Serienreife. Gebaut wurde es ab Anfang 1924 in den ehemaligen Chalmers-Werkhallen in Detroit, Michigan und es trug den Namen Chrysler. 1925 wurde die Firma zur Chrysler Corporation. 1935 zog sich Walter Chrysler aus dem Geschäftsleben zurück. Sein Nachfolger an der Konzernspitze wurde Kaufman Thuma Keller.
Walter P. Chrysler hatte in seiner Karriere Buick zum Durchbruch verholfen und er war der letzte der Automobilpioniere, der aus eigener Kraft einen Automobilkonzern aufbaute und am Leben erhielt.
Walter Chrysler war auch der Bauherr des Chrysler Building in New York, das kurzzeitig das höchste Gebäude der Welt war.
1929 wurde er vom Time Magazine zum Man of the Year 1928 gewählt.